# Манолис Глезос
Манолис Глезос (на гръцки: Μανώλης Γλέζος), роден на 9 септември 1922 г. в Апирантос на остров Наксос, е ляв гръцки политически деец, писател и символ на гръцкото антифашистко движение. Лауреат на съветската Международна ленинска награда „За укрепване на мира между народите“. Осъждан е на смърт 4 пъти (1948, 1949 и др.), 16 г. е бил в затвор.
М. Глезос е най-вече известен с това, че в нощта на 30 срещу 31 май 1941 г. заедно с неговия другар Апостолос Сантас сваля знамето със свастиката от пилона пред Атинския акропол. Ген. Шарл де Гол го нарича „първия партизанин през Втората световна война“.
Глезос е затварян заради политическите му убеждения и дейност от режима на профашисткия диктатор на Гърция по онова време Йоанис Метаксас, арестуван е и измъчван от германски и италиански окупационни войски.
След войната продължава активната си политическа дейност, бил е редактор и главен редактор на вестник на Гръцката комунистическа партия „Ризоспастис“ до закриването му през 1947 г.
Избиран е за депутат през 1951 и 1961 г. (докато е в затвора, но мандатът му е анулиран) от Единната демократическа левица (ЕДА), както и през 1981 и 1985 г. Оглавява листата на Коалицията на левицата през 2002 г. и е избран за депутат.
Избран е от ПАСОК за член на Европейския парламент (1984), но го напуска през 1986 г. Оглавява Единната демократическа лява партия от 1984 до 1989 г.